# Vliegbasis Ramstein

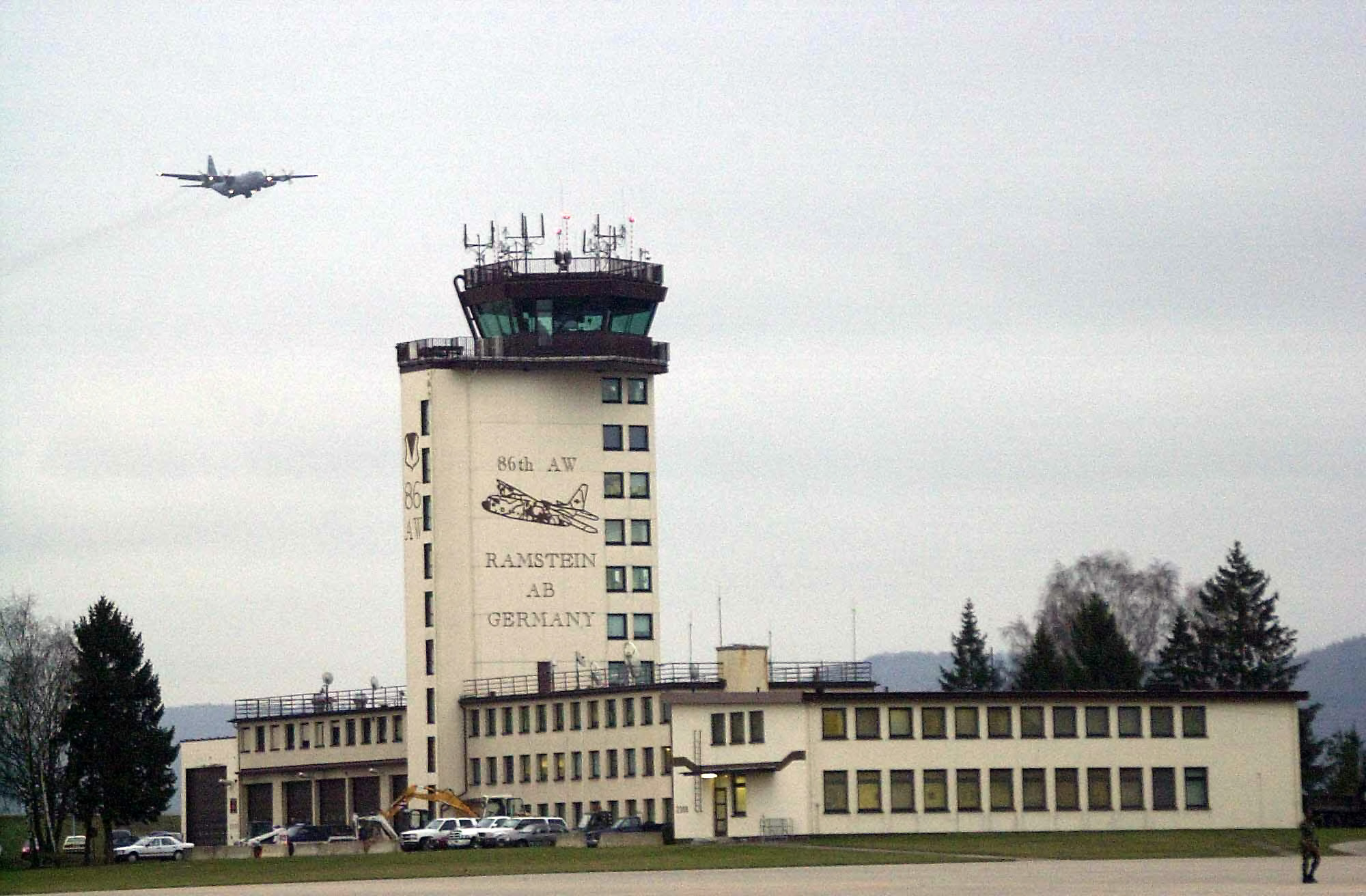
Vliegbasis Ramstein

De Vliegbasis Ramstein (Engels: Ramstein Air Base) is een Amerikaanse/NAVO vliegbasis in de Duitse stad Ramstein-Miesenbach ten westen van Kaiserslautern gelegen in de Duitse deelstaat Rijnland-Palts, onderdeel van de 3rd Air Force van de United States Air Force (Amerikaanse luchtmacht). Ramstein is het hoofdkwartier van het United States Air Forces in Europe - Air Forces Africa (USAFE-AFAFRICA) en tevens het hoofdkwartier van het United States European Command HQ USEUCOM en het NAVO-hoofdkwartier Allied Air Command Ramstein (AIRCOM).
Ramstein is de thuisbasis van het 86ste Airlift Wing welke onderverdeeld is in het 37ste Airlift Squadron en het 76ste Airlift Squadron. Het 37ste is een transporteenheid met de bijnaam "Blue Tail Flies", te danken aan de blauwe baan die op de staart is geschilderd. Gevlogen wordt met de C-130 Hercules; aanvankelijk met de C-130E en vanaf 2009 geleidelijk met de C-130J. Het 76ste is een eenheid die als hoofdtaak het vervoeren van VIP's heeft. Toestellen gebruikt door deze eenheid zijn de C-21A, C-20H en C-40B. Een detachement van deze eenheid, het 309ste Airlift Squadron, is gestationeerd op Vliegbasis Chièvres met een vliegtuig van het type C-37.
De basis werd ontworpen door Franse ingenieurs, van 1951 tot 1953 gebouwd door collaborerende Duitse aannemers en wordt uiteindelijk draaiende gehouden door de U.S. Air Force. Ramstein Air Base maakt deel uit van de grotere Kaiserslautern Military Community (KMC), die ongeveer 54.000 Amerikaanse militairen en meer dan 5.400 Amerikaanse civiele werknemers huisvest. Daarnaast zijn er meer dan 6.200 Duitse werknemers werkzaam binnen de KMC. Luchtmachteenheden in de KMC hebben bijna 9.800 militairen in dienst, ondersteund door ongeveer 11.100 familieleden. Andere eenheden binnen de KMC zijn onder meer het Landstuhl Regional Medical Center (LRMC) ziekenhuis, Kapaun Air Station en de Sembach Kaserne.
Ramstein AB alleen al biedt onderdak aan meer dan 16.200 militairen, Amerikaanse burgers en aannemers. Op het parkeerterrein van de basis werd op 31 augustus 1981 een bomaanslag gepleegd, waarbij 20 mensen gewond raakten. De aanslag werd geclaimd door de Rote Armee Fraktion.
Vanuit de basis loopt een glasvezelkabel naar de VS, via deze kabel worden o.a. drones bestuurd. Deze drones zijn operatief in het Midden-Oosten en Afrika.

## Ramp tijdens vliegshow in 1988
De basis kwam op 28 augustus 1988 in het wereldnieuws doordat tijdens een vliegshow drie straaltrainers van het Italiaanse demonstratieteam Frecce Tricolori met elkaar in botsing kwamen en een ervan brandend neerstortte in het publiek. Door de chaos en paniek die het ongeluk veroorzaakte, konden de hulpdiensten maar moeilijk op gang komen. Uiteindelijk verloren 70 mensen het leven en raakten honderden anderen gewond. Het deed de discussie oplaaien of dergelijk militair vertoon "als spel" nog wel verantwoord is. Sindsdien mogen stuntvluchten niet meer boven of in de richting van het publiek plaatsvinden.

## Trivia
De Duitse band Rammstein vernoemde zich naar deze vliegbasis, maar om ethische redenen plaatste ze een extra M waarmee het een nieuwe vertaling kreeg, namelijk ram-steen, en waardoor de link met de vliegramp minder sterk werd. Wel maakten ze een nummer Rammstein dat over de vliegramp gaat.
Ramstein Air Base komt voor in de film Air Force 1 waarin de basis dienst doet als uitwijkluchthaven na een noodgeval.
- Gemeinsame Normdatei: 4246095-5
- International Standard Name Identifier: 0000 0004 0372 6456
- Library of Congress Control Number: no90018540
- Nationale Bibliotheek van Israël: 987007540112105171
- Virtual International Authority File: 139833492
- WorldCat: E39PBJvHfmCB6wTFH7ywm7tYfq